# Communauté de communes du Sud Grenoblois
La Communauté de communes du Sud Grenoblois était une communauté de communes française, située dans le département de l'Isère.

## Historique
La communauté de communes du Sud Grenoblois a été créée le 1er janvier 2003 par extension de la communauté de communes du Plateau créée en 1995 qui était composée des communes de Brié-et-Angonnes, Champagnier, Herbeys et Jarrie.
La communauté de communes du Sud Grenoblois regroupait alors 14 communes.
Evolution du périmètre de la communauté de communes, après sa création en 2003 :
- Bresson, le 1er janvier 2005, arrivant de la Communauté d'agglomération Grenoble Alpes Métropole.
- Laffrey, le 1er janvier 2006, arrivant de la Communauté de communes de la Matheysine. Depuis le 1er janvier 2012, la commune a, de nouveau, rejoint la Matheysine.
- Vaulnaveys-le-Haut, le 1er janvier 2010, arrivant de la Communauté de communes du Pays du Grésivaudan.

Le 1er janvier 2014, la communauté de communes a fusionné avec la Métro et la Communauté de communes du Balcon Sud de la Chartreuse.

## Composition
En 2013, la communauté de communes du Sud Grenoblois était composée de 16 communes regroupant 31 294 habitants.
| Communes                        | Nombre de conseillers communautaires (titulaires) | Superficie | Nombre d’habitants |
| ------------------------------- | ------------------------------------------------- | ---------- | ------------------ |
| Bresson                         | 2                                                 | 2,80 km2   | 692                |
| Brié-et-Angonnes                | 3                                                 | 9,70 km2   | 2 416              |
| Champagnier                     | 3                                                 | 6,61 km2   | 1256               |
| Champ-sur-Drac                  | 4                                                 | 8,92 km2   | 3 136              |
| Herbeys                         | 3                                                 | 7,73 km2   | 1 343              |
| Jarrie                          | 5                                                 | 13,26 km2  | 3 853              |
| Montchaboud                     | 2                                                 | 1,96 km2   | 369                |
| Notre-Dame-de-Commiers          | 2                                                 | 4,79 km2   | 475                |
| Notre-Dame-de-Mésage            | 3                                                 | 4,53 km2   | 1 198              |
| Saint-Barthélemy-de-Séchilienne | 2                                                 | 12,10 km2  | 471                |
| Saint-Georges-de-Commiers       | 3                                                 | 14,62 km2  | 2 102              |
| Saint-Pierre-de-Mésage          | 2                                                 | 7,03 km2   | 719                |
| Séchilienne                     | 2                                                 | 21,47 km2  | 927                |
| Vaulnaveys-le-Bas               | 3                                                 | 11,90 km2  | 1 174              |
| Vaulnaveys-le-Haut              | 4                                                 | 19,86 km2  | 3 533              |
| Vizille                         | 7                                                 | 10,51 km2  | 7 630              |
| Total                           | 50                                                | 157,79 km2 | 31 294             |

## Compétences
- Développement économique.
- Aménagement de l'espace.
- Habitat et cadre de vie.
- Gestion des déchets.
- Transports et déplacements.
- Petite enfance.

## Une nouvelle intercommunalité au1erjanvier 2014
Le 1er janvier 2014, le Sud Grenoblois a fusionné avec la Métro et le Balcon Sud Chartreuse pour former la "nouvelle" communauté d'agglomération Grenoble Alpes Métropole.
La nouvelle intercommunalité, qui a son siège à Grenoble, regroupe 49 communes et 432 916 habitants (population municipale au 01/01/10).
Le nouveau conseil communautaire siégeant du 1er janvier 2014 aux élections municipales de mars 2014, comprend l'ensemble des conseillers communautaires des trois intercommunalités actuelles soit 142 conseillers. Après les élections municipales, le conseil communautaire comprendra 124 membres.

### Composition
- Bresson
- Brié-et-Angonnes
- Champ-sur-Drac
- Champagnier
- Claix
- Corenc
- Domène
- Échirolles
- Eybens
- Fontaine
- Fontanil-Cornillon
- Gières
- Grenoble
- Le Gua
- Herbeys
- Jarrie
- Meylan
- Miribel-Lanchâtre
- Montchaboud
- Mont-Saint-Martin
- Murianette
- Notre-Dame-de-Commiers
- Notre-Dame-de-Mésage
- Noyarey
- Poisat
- Le Pont-de-Claix
- Proveysieux
- Quaix-en-Chartreuse
- Saint-Barthélemy-de-Séchilienne
- Saint-Égrève
- Saint-Georges-de-Commiers
- Saint-Martin-d'Hères
- Saint-Martin-le-Vinoux
- Saint-Paul-de-Varces
- Saint-Pierre-de-Mésage
- Le Sappey-en-Chartreuse
- Sarcenas
- Sassenage
- Séchilienne
- Seyssinet-Pariset
- Seyssins
- La Tronche
- Varces-Allières-et-Risset
- Vaulnaveys-le-Bas
- Vaulnaveys-le-Haut
- Venon
- Veurey-Voroize
- Vif
- Vizille

### La création de la Métropole de Grenoble
Dans le cadre des projets de loi de décentralisation en cours, Grenoble deviendra une Métropole au 1er janvier 2015, soit un an après la fusion des trois intercommunalités dans la "nouvelle" communauté d'agglomération.